# Ozicrypta wallacei
Ozicrypta wallacei is een spinnensoort uit de familie Barychelidae. De soort komt voor in Queensland.